# Lonchura hunsteini nigerrima
El capuchino de Nueva Hanover (Lonchura hunsteini nigerrima) es una subespecie del capuchino de Hunstein (Lonchura hunsteini), una especie de ave paseriforme de la familia Estrildidae. Esta subespecie es endémica de la isla de Nueva Hanover, en el archipiélago de Bismarck.

## Distribución y hábitat
Se reproduce en Papúa Nueva Guinea. Se le encuentra en una zona que comprende unos 20,000 a 50,000 km². Su hábitat natural son las praderas secas bajas tropicales. 